# La Tercera República
La Tercera República es un grupo de música pop rock español formado en el año 2000 por los guitarristas, cantantes y compositores Pablo Martín y Josu García.

## Biografía
Josu García y Pablo Martín, antes de unirse en el año 2000, llevaban ya varios años en la música, en solitario o colaborando con otros artistas: hacían coros y colaboraciones a grupos como Amaral o como Los Lunes, presentando sus inigualables coros y colaboraciones a canciones tan populares como "Dime que me quieres" –versión balada del rock de Tequila- o "Canción de despedida".
El secreto del grupo no es sólo la magia de sus voces –aunque forman uno de los mejores dúos vocales de la historia del pop español-, ni las guitarras acústicas –a las que sacan gran brillo y colorido-, ni las canciones –cargadas de ironía y de sabor west-, sino la suma de todo esto, y una apuesta sincera por un tipo de música y canciones sin fecha de caducidad, que podrían ser de ayer o de mañana. Música que, en definitiva, casi nadie se atreve a hacer.

### Sorprendentemente y la gira con Los Secretos
En 1999 Pablo y Josu se decidieron a lanzar un proyecto musical en común, con la estrecha colaboración del productor y ex de Tequila Alejo Stivel, y tomando prestado un nombre que Joaquín Sabina había reservado por si alguna vez montaba un grupo. Sabina les regaló también la letra de una canción para la ocasión: "Bombón helado". Trabajando un buen puñado de canciones originales, compuestas para la ocasión, junto a alguna versión de clásicos americanos como el "Tú tranquilo" de los Eagles grabaron un gran primer disco: La Tercera República (Dro East West, 2000). En la radio, además, canciones como "Sorprendentemente" o el mencionado "Tú tranquilo" sonaron frecuentemente. Estos dos temas llegaron al número uno en Cadena 100 y el álbum llegó a vender más de 10.000 copias.
Se dieron a conocer, tras la publicación de este disco, en la gira de Los Secretos que rindió tributo a Enrique Urquijo, "A tu lado", abriendo sus conciertos con un set puramente acústico, tres cuartos de hora que desde el primer instante enganchaba a un público ajeno a sus canciones. Fue una extensísima y emotiva gira por teatros y recintos de toda España, en la que miles de personas arroparon y mostraron su cariño al grupo que acababa de perder a su líder.
Sus magníficos juegos vocales y el brillo y colorido de sus guitarras acústicas, encajaban a la perfección en canciones cargadas de ironía y de sabor westcoast. Eran dos bandas cercanas, en lo personal y, por supuesto, en lo musical, y pocas veces se recuerda una gira en la que los teloneros hayan cosechado tan buenas críticas en todas sus fechas. Buena parte de su público surgió de esa extensa gira con Los Secretos. Son dos bandas cercanas, en lo personal y, por supuesto, en lo musical, y pocas veces se recuerda una gira en la que los teloneros hayan cosechado tan buenas críticas. Con este prometedor panorama y la buena acogida en la radio de sus primeras canciones, La Tercera se lanzó a presentar con su propia banda, las canciones de su primer disco por ciudades de toda España.

### El segundo de la tercera
Amores modernos (Dro East West, 2003) fue el título de su segundo trabajo publicado en 2003. El sonido de este segundo álbum es más compacto y atado, ya que son los mismos músicos que viajan con Josu y Pablo en los directos los que han grabado el disco. Su estilo mantuvo ese aire "folkiacústico", en el que las armonías vocales cobran gran protagonismo. Tal vez la joya del álbum sea "Sólo tus canciones", un homenaje a las canciones y a los autores, que fue descartada para el primer disco y más tarde fue cedida a Daniela Herrero, una joven cantante argentina que con ella llegó al número uno de Music Control: durante nueve semanas fue la canción más radiada en Argentina.

### Martín & García
En 2008, a la vez que Josu García colaboraba con Alejo Stivel y Ariel Rot en el regreso de Tequila, sacaron un nuevo disco bajo la sorprendente marca de Martín & García, nombre con resonancias simongarfunkelianas y de sus admirados Loggins y Messina y Cánovas, Rodrigo, Adolfo y Guzmán, con el disco Asociados (Factoría Autor, 2008), con Ezequiel Navas en la batería y Daniel Casielles en el bajo y los coros. El disco se grabó dejando la multinacional en la que estaban para ser editado por su cuenta en colaboración con la Factoría Autor.

### Por ahora...
El grupo presentó en 2013 su último disco, Por ahora, una recopilación de sus grandes éxitos con dos temas nuevos y una nueva grabación de Sorprendentemente, uno de sus primeros éxitos, versionado junto a Álvaro Urquijo a la voz y Ramón Arroyo a las guitarras. Josu García compaginó la promoción de este disco con la incorporación de su guitarra eléctrica, sus coros y su saber de productor en la banda regular de Loquillo (con el que colabora sin interrupción desde 2009 hasta la actualidad) y en un proyecto singular, la Audiomatic Banda Residente.
En 2015 Pablo Martín presentó su nuevo proyecto en solitario materializado en un primer E.P. de seis canciones, todas ellas composiciones nuevas y originales, cinco con banda y una de ellas en acústico. Pablo tenía nuevos temas que había compuesto fruto de su necesidad y habitual disciplina de componer canciones. Con su nueva banda Gran Azul y Los Inconquistables grabó una primera entrega de seis canciones con un equipo de producción a la vez que grandes músicos, con canciones vestidas de esencia roquera y actualidad en el sonido y la producción.

## Miembros
- Pablo Martín: voz, guitarra acústica (2000 - actualidad),
- Josu García: voz, guitarras acústicas y eléctricas de 6 y 12 cuerdas, percusiones (2000 - actualidad).

### Colaboradores en estudio y directo
- Marcelo Fuentes: bajo
- Daniel Casielles: bajo y coros
- Laura Gómez Palma: bajo
- Fernando Samalea: batería
- Ezequiel Navas: batería
- Ramón Arroyo: guitarras y banjo
- Belén Guerra: chelo
- Carlos Tarque: voz y coros

## Discografía

### De estudio
- La Tercera República (2000),
- Amores modernos (2003),
- Martín & García Asociados (2008).

### En directo
- Concierto para Isa (2007, edición limitada, colaboración especial de Juanra Cuadra & Carlos Bayod)
- Las noches del Honky (2011, canción Trae contigo tu amor)[7]

### Recopilaciones
- Por ahora (2013, con tres temas nuevos y una nueva versión de Sorprendentemente con Álvaro Urquijo y Ramón Arroyo de Los Secretos).

### Colaboraciones
- Carácter latino III (1999, canción Loba feroz).
- Voy a pasármelo bien. Un tributo a los Hombres G (2003, canción Si no te tengo a ti).[8]
- En tu fiesta me colé. Homenaje a Mecano (2005, canción Hoy no me puedo levantar).[9]
- Gran Reserva 30 años + DVD (2005, recopilación de Cánovas, Rodrigo, Adolfo y Guzmán; participan en el DVD).
- Han llovido 15 años. Homenaje a Enrique Urquijo + DVD (2014, canción La calle del olvido).[10]